# Zaudaika, Icinea
Zaudaika (în ucraineană Заудайка) este localitatea de reședință a comunei Zaudaika din raionul Icinea, regiunea Cernihiv, Ucraina.

## Demografie
Componența lingvistică a localității Zaudaika
     Ucraineană (98,62%)
     Rusă (1,38%)
Conform recensământului din 2001, majoritatea populației localității Zaudaika era vorbitoare de ucraineană (98,62%), existând în minoritate și vorbitori de rusă (1,38%).